# Alexandr a třicet vojáků
Alexandr a třicet vojáků byli mučedníci v Philomeliu, v římské provincii Frýgie, v dnešním Turecku. Byli zabiti na příkaz Magnuse prefekta Antiochie.
Jejich svátek se slaví 13. července.